# Delphine Cascarino
Delphine Cascarino (Saint-Priest, 1997. február 5. –) francia válogatott labdarúgó, jobbszélső, jelenleg az Olympique Lyonnais játékosa. Delphine játéka csapattársát, Amel Majrit Kylian Mbappéra emlékezteti.

## Család
Van egy kétpetéjű ikertestvére, Estelle Cascarino, aki balhátvéd, és akivel teljesen együtt voltak 2016 júniusáig. Akkor Estelle Lyonból átigazolt egy párizsi csapatba, míg Delphine maradt Lyonban. Azóta külön utakon járnak. 2019 júniusától Estelle a Girondins de Bordeaux csapatában játszik. 1 alkalommal volt válogatott.
Van egy bátyjuk és egy nővérük.
Anyja, Aline guadeloupe-i, apja, Laurent olasz származású (Guadeloupe Franciaország tengerentúli megyéje a Karib-térségben).
Laurent Cascarino író, forgatókönyvíró. Írt egy képregényt is Team d'attaque (’Támadó csapat’) címmel, melynek első kötete, a Sauvé par le gone (’A lyoni fiú megmentette’) 2019 májusában, közvetlenül a franciaországi világbajnokság előtt jelent meg. A képregény fele részben valós történeteket és alakokat tartalmaz, fele részben a fantázia szüleménye. Kötődik az író saját családjához, az Olympic Lyonnais csapathoz, és célja a női labdarúgás és az Olympic Lyonnais népszerűsítése. A rajzoló, Skiav a valós személyek fényképeit használta fel a képregény alakjainak megrajzolásához.
Nem rokonuk Tony Cascarino. (Tony Cascarino ír „származású” labdarúgó, csatár; angol, skót, francia klubcsapatokban játszott 1980-tól 2000-ig; 88-szoros ír válogatott volt. 2000 után sportújságíró lett, a tévé sportműsoraiban szerepelt, majd szenvedélyes pókerjátékos lett. A celebek zajos, harsány életét élte.) Delphine Cascarino „egyáltalán nem ír”.

## Gyerekkor
Delphine és Estelle szülővárosa, Saint-Priest 46 ezer lakosú város Lyontól 10 km-re. Az ikrek sportos családban nőttek fel. „A vérükben volt a sport.” Apjuk focizott, anyjuk kosárlabdázott, focizott és atletizált. Az ikrek először rögbizni jártak a nővérükkel, később a bátyjukkal és annak haverjaival kezdtek el focizni, és közben anyjuk hatására kosárlabdáztak is. Kilencéves korukban egy udvarban játszottak éppen, amikor az utcáról nézve valaki felfedezte őket az AS Saint-Priest egyesületből, és itt kezdtek el egyesületben játszani. A szezon végén az egyesület közölte a szülőkkel, hogy Delphine maradhat, de Estelle-re nincs szükségük, ezért mindketten átmentek a konkurens egyesületbe, az AS Manissieux Saint-Priest-be, ahol fiúkkal játszottak. 2009-ben (12 éves korukban) kereste meg őket az Olympique Lyonnais női labdarúgás szakága, akkor kezdtek el az Olympic Lyonnais utánpótláscsapataiban játszani. A felnőtt csapatba 18 éves korukban, 2015-ben igazoltak le.

### Szereplése utánpótlás válogatottakban
Delphine Cascarino részt vett a 2012-es U17-es világbajnokságon. A csoportból Franciaország másodikként jutott tovább Észak-Korea mögött, akikkel a csoportmeccsen döntetlent játszottak. A döntőben megint Észak-Koreával játszottak, és tizenegyesrúgással győztek.
Részt vett a 2016-os, Szlovákiában megrendezett U19-es Európa-bajnokságon. A Szlovákia elleni csoportmérkőzésen lőtt egy gólt. A francia csapat a döntőben 2-1-re verte Spanyolország csapatát, s ezzel U19-es Európa-bajnok lett.
2016-ban részt vett a Pápua Új-Guineában megrendezett U20-as világbajnokságon is, ahol bronzlabdát kapott annak ellenére, hogy csak 2 gólt lőtt a világbajnokságon (egyet a ghánai, egyet a német kapuba). A francia csapat végül a döntőben kikapott Észak-Korea csapatától 3-1-re.

## Felnőtt pályafutása

### Klubcsapatban
Delphine Cascarino 18 éves kora óta (2015 óta) az Olympique Lyonnais női csapatában játszik.

### Válogatottban
2016-ban lépett először pályára a felnőtt válogatottban, egy Anglia elleni barátságos mérkőzésen. Első gólját a nagyválogatottban 2018-ban lőtte Brazília hálójába.
2017 januárjában volt egy térdszalagszakadása, amikor a válogatott kerettel edzőtáboroztak Réunion szigetén. (Réunion Franciaország tengerentúli megyéje Madagaszkártól keletre). A sérülés miatt szeptemberig már nem játszott.
Játszott a 2019-ben Franciaországban megrendezett világbajnokságon, ahol Franciaország csapata a negyeddöntőben kiesett, az Egyesült Államoktól kapott ki 2-1-re.

## Statisztikái

### Klub
(2020. október 16-i állapot)
| Klub               | Szezon           | Bajnokság | Bajnokság | Kupa  | Kupa  | Nemzetközi | Nemzetközi | Nemzetközi | Összesen | Összesen |
| Klub               | Szezon           | Mérk.     | Gólok     | Mérk. | Gólok | Torna      | Mérk.      | Gólok      | Mérk.    | Gólok    |
| ------------------ | ---------------- | --------- | --------- | ----- | ----- | ---------- | ---------- | ---------- | -------- | -------- |
| Olympique Lyonnais | 2014–15          | 2         | 0         | 1     | 1     | BL         | 0          | 0          | 3        | 1        |
| Olympique Lyonnais | 2015–16          | 12        | 3         | 3     | 4     | BL         | 3          | 0          | 18       | 7        |
| Olympique Lyonnais | 2016–17          | 6         | 0         | 1     | 2     | BL         | 2          | 1          | 9        | 3        |
| Olympique Lyonnais | 2017–18          | 19        | 2         | 5     | 4     | BL         | 8          | 1          | 32       | 7        |
| Olympique Lyonnais | 2018–19          | 18        | 3         | 3     | 1     | BL/BK      | 10         | 2          | 31       | 6        |
| Olympique Lyonnais | 2019–20          | 16        | 3         | 1     | 0     | BL/BK      | 8          | 1          | 25       | 4        |
| Olympique Lyonnais | 2020–21          | 6         | 0         | 0     | 0     | BL         | 0          | 0          | 6        | 0        |
| Olympique Lyonnais | Összesen         | 79        | 11        | 14    | 12    | -          | 31         | 5          | 124      | 28       |
| Karrier összesen   | Karrier összesen | 79        | 11        | 14    | 12    | -          | 20         | 4          | 124      | 28       |

### Válogatott szereplések az utánpótlás válogatottban
| Válogatott        | Év       | Összes | Összes |
| Válogatott        | Év       | Mérk.  | Gól    |
| ----------------- | -------- | ------ | ------ |
| Franciaország U16 | 2012     | 5      | 0      |
| Franciaország U17 | 2012     | 8      | 0      |
| Franciaország U17 | 2013     | 9      | 0      |
| Franciaország U19 | 2015     | 12     | 5      |
| Franciaország U19 | 2016     | 11     | 1      |
| Franciaország U20 | 2016     | 8      | 2      |
| Összesen          | Összesen | 53     | 8      |

### Válogatott szereplések az A válogatottban
| Válogatott    | Év       | Összes | Összes |
| Válogatott    | Év       | Mérk.  | Gól    |
| ------------- | -------- | ------ | ------ |
| Franciaország | 2016     | 1      | 0      |
| Franciaország | 2018     | 5      | 1      |
| Franciaország | 2019     | 16     | 4      |
| Franciaország | 2020     | 5      | 2      |
| Összesen      | Összesen | 27     | 7      |

## Sikerei, díjai

### A válogatottal
- Franciaország
  - U17-es világbajnok: 2012
  - U19-es Európa-bajnok: 2016
  - U20-as világbajnoki döntő: 2016

### Klubcsapattal
- Olympique Lyonnais:
  - Francia bajnok (6): 2014–15, 2015–16, 2016–17, 2017–18, 2018–19, 2019–20
  - Francia kupagyőztes (5): 2014–15, 2015–16, 2016–17, 2018–19, 2019–20
  - UEFA Női Bajnokok Ligája győztes (5): 2015–16, 2016–17, 2017–18, 2018–19, 2019-20
  - Nemzetközi Bajnokok Kupája győztes (1): 2019[17]

### Egyéni
- U20-as női labdarúgó-világbajnokság: bronzlabda (2016)